# Willie Wise
Willie Wise, né le 3 mars 1947 à San Francisco, en Californie, est un ancien joueur américain de basket-ball. Il évolue au poste d'ailier.

## Palmarès
- Champion ABA 1971
- 3 fois All-Star ABA (1972, 1973, 1974)
- Nommé dans la ABA All-Rookie First Team 1970
- Nommé dans la All-ABA Second Team 1972, 1974
- Nommé dans la ABA All-Defensive First Team 1973, 1974